# Championnat de France de rugby à XV de 1re division fédérale 2012-2013
Navigation
Fédérale 1 2011-2012 Fédérale 1 2013-2014
Le championnat de France de rugby à XV de 1re division fédérale 2012-2013 voit s'affronter 40 équipes parmi lesquelles deux seront promues en Pro D2 et huit seront reléguées en Fédérale 2.

## Saison régulière

### Règlement
Ce championnat débute par une phase préliminaire du 16 septembre au 7 avril (fin de la phase aller le 25 novembre) regroupant 40 équipes qui s'affrontent en matchs aller-retour dans 4 poules géographiques. Les quatre premiers de chaque poule sont qualifiés pour la phase finale tandis que les deux derniers sont relégués en Fédérale 2.
Les seize qualifiés pour la phase finale s'affrontent en huitièmes de finale en matchs aller-retour. Les quarts et demi-finales se jouent également sur deux matchs et la finale se dispute sur un seul match. Les deux finalistes sont promus en Pro D2.
Départage des équipes
Pour départager les équipes, les règles suivantes sont utilisées : 

1. Nombre de points « terrain »
2. Nombre de jours de suspension, liées aux sanctions sportives, sur l’ensemble des rencontres de la phase considérée
3. Différence de points
4. Différences des essais
5. Plus grand nombre de points marqués.
6. Plus grand nombre d'essais marqués.
7. Nombre de forfaits n'ayant pas entraîné de forfait général.
8. Classement à l'issue de la phase précédente.
9. Place obtenue la saison précédente dans la compétition nationale

### Poule 1 Grand-centre et Alsace-Lorraine-Flandre
| Club             | Ville            | Saison 2011-2012                  | Site officiel |
| ---------------- | ---------------- | --------------------------------- | ------------- |
| AC Bobigny       | Bobigny          | Phase de poule                    | Site Officiel |
| US Bressane      | Bourg-en-Bresse  | Phase finale - Huitième de finale | Site Officiel |
| RC Chalonnais    | Chalon-sur-Saône | Promu - F2                        | Site Officiel |
| Stade dijonnais  | Longvic          | Phase finale - Huitième de finale | Site Officiel |
| Lille MR         | Lille            | Phase finale - Demi finale        | Site Officiel |
| AS Mâcon         | Mâcon            | Phase finale - Huitième de finale | Site Officiel |
| Montluçon rugby  | Montluçon        | Phase de poule                    | Site Officiel |
| CA Saint-Étienne | Saint-Étienne    | Phase de poule                    | Site Officiel |
| RC Strasbourg    | Strasbourg       | Phase de poule                    | Site Officiel |
| CS Vienne        | Vienne           | Promu - F2                        | Site Officiel |

| Rang | Club              | J  | V  | N | D  | Bo | Bd | Pm  | Pe  | Diff | Pts |
| ---- | ----------------- | -- | -- | - | -- | -- | -- | --- | --- | ---- | --- |
| 1    | Lille MR          | 18 | 16 | 0 | 2  | 9  | 1  | 500 | 233 | +267 | 74  |
| 2    | US Bressane       | 18 | 16 | 0 | 2  | 6  | 2  | 572 | 196 | +376 | 72  |
| 3    | AS Mâcon          | 18 | 10 | 1 | 7  | 4  | 2  | 449 | 356 | +93  | 48  |
| 4    | CA Saint-Étienne  | 18 | 9  | 2 | 7  | 0  | 4  | 373 | 410 | -37  | 44  |
| 5    | Montluçon rugby   | 18 | 8  | 2 | 8  | 2  | 1  | 329 | 361 | -32  | 39  |
| 6    | RC Chalonnais (P) | 18 | 7  | 1 | 10 | 3  | 5  | 395 | 393 | +2   | 38  |
| 7    | AC Bobigny        | 18 | 6  | 1 | 11 | 1  | 9  | 346 | 385 | -39  | 36  |
| 8    | Stade dijonnais   | 18 | 7  | 0 | 11 | 2  | 5  | 382 | 434 | -52  | 35  |
| 9    | CS Vienne (P)     | 18 | 7  | 1 | 10 | 0  | 3  | 254 | 351 | -97  | 33  |
| 10   | RC Strasbourg     | 18 | 0  | 0 | 18 | 0  | 2  | 198 | 679 | -481 | 2   |

|  | Qualifiés pour les huitièmes de finale (no 1, no 2, no 3, no 4). |
|  | Relégués en Fédérale 2 (no 9, no 10).                            |
|  | P : Promus 2012                                                  |

### Poule 2 Midi-Pyrénées Lyonnais Provence Côte d'Azur Rhône-Alpes
| Club                     | Ville            | Saison 2011-2012                  | Site officiel |
| ------------------------ | ---------------- | --------------------------------- | ------------- |
| Rugby olympique agathois | Agde             | Promu - F2                        | Site Officiel |
| Rugby Club Aubenas Vals  | Aubenas          | Promu - F2                        | Site Officiel |
| Blagnac SCR              | Blagnac          | Phase de poule                    | Site Officiel |
| CS Bourgoin-Jallieu      | Bourgoin-Jallieu | Relégué - 9e PRO D2               | Site Officiel |
| RC Châteaurenard         | Châteaurenard    | Phase de poule                    | Site Officiel |
| AS Lavaur                | Lavaur           | Phase finale - Huitième de finale | Site Officiel |
| Stade Rodez              | Rodez            | Promu - F2                        | Site Officiel |
| US Romans                | Romans-sur-Isère | Phase de Poule                    | Site Officiel |
| US La Seyne              | La Seyne-sur-Mer | Phase finale - Huitième de Finale | Site Officiel |
| Avenir valencien         | Valence-d'Agen   | Phase finale - Demi finale        | Site Officiel |

| Rang | Club                 | J  | V  | N | D  | Bo | Bd | Pm  | Pe  | Diff | Pts |
| ---- | -------------------- | -- | -- | - | -- | -- | -- | --- | --- | ---- | --- |
| 1    | Bourgoin-Jallieu (R) | 18 | 17 | 1 | 0  | 9  | 0  | 608 | 244 | +364 | 79  |
| 2    | Avenir valencien     | 18 | 11 | 0 | 7  | 4  | 3  | 392 | 327 | +65  | 65  |
| 3    | US Romans            | 18 | 10 | 1 | 7  | 2  | 5  | 432 | 352 | +80  | 49  |
| 4    | US La Seyne          | 18 | 9  | 0 | 9  | 4  | 5  | 430 | 390 | +40  | 45  |
| 5    | RC Aubenas (P)       | 18 | 8  | 1 | 9  | 4  | 6  | 367 | 343 | +24  | 44  |
| 6    | Blagnac SCR          | 18 | 8  | 0 | 10 | 1  | 6  | 325 | 389 | -64  | 39  |
| 7    | AS Lavaur            | 18 | 7  | 0 | 11 | 1  | 7  | 292 | 376 | -84  | 36  |
| 8    | Stade Rodez (P)      | 18 | 7  | 0 | 11 | 1  | 4  | 354 | 456 | -102 | 33  |
| 9    | RO Agde (P)          | 18 | 6  | 1 | 11 | 0  | 4  | 287 | 432 | -145 | 30  |
| 10   | RC Châteaurenard     | 18 | 5  | 0 | 13 | 1  | 5  | 313 | 491 | -178 | 26  |

|  | Qualifiés pour les huitièmes de finale (no 1, no 2, no 3, no 4). |
|  | Relégués en Fédérale 2 (no 9, no 10).                            |
|  | P : Promus 2012 ; R : Relégué 2012                               |

### Poule 3 Béarn Côte-Basque Landes Côte d'Argent Poitou-Charentes Pays-de-la-Loire Bretagne
| Club                         | Ville                    | Saison 2011-2012                  | Site officiel |
| ---------------------------- | ------------------------ | --------------------------------- | ------------- |
| SA Hagetmautien              | Hagetmau                 | Phase de poule                    | Site Officiel |
| Stade langonnais             | Langon                   | Phase de poule                    | Site Officiel |
| US Marmande                  | Marmande                 | Phase de poule                    | Site Officiel |
| Stade niortais               | Niort                    | Promu - F2                        | Site Officiel |
| CA Périgueux                 | Périgueux                | Relégué - 16e Pro D2              | Site Officiel |
| Rugby athlétic club angérien | Saint-Jean-d'Angély      | Promu - F2                        | Site Officiel |
| Saint-Jean-de-Luz OR         | Saint-Jean-de-Luz        | Phase de poule                    | Site Officiel |
| Sporting nazairien rugby     | Saint-Nazaire            | Phase de poule                    | Site Officiel |
| Tyrosse RCS                  | Saint-Vincent-de-Tyrosse | Phase finale - Quart de finale    | Site Officiel |
| RC Vannes                    | Vannes                   | Phase finale - Huitième de finale | Site Officiel |

| Rang | Club                             | J  | V  | N | D  | Bo | Bd | Pm  | Pe  | Diff | Pts |
| ---- | -------------------------------- | -- | -- | - | -- | -- | -- | --- | --- | ---- | --- |
| 1    | Tyrosse RCS                      | 18 | 16 | 0 | 2  | 7  | 1  | 492 | 245 | +247 | 72  |
| 2    | Sporting nazairien rugby         | 18 | 14 | 0 | 4  | 8  | 2  | 505 | 254 | +251 | 66  |
| 3    | CA Périgueux (R)                 | 18 | 13 | 1 | 4  | 4  | 4  | 479 | 262 | +217 | 62  |
| 4    | Saint-Jean-de-Luz OR             | 18 | 9  | 0 | 9  | 3  | 6  | 416 | 339 | +77  | 45  |
| 5    | RC Vannes                        | 18 | 8  | 1 | 9  | 4  | 3  | 323 | 369 | -46  | 41  |
| 6    | Stade langonnais                 | 18 | 8  | 1 | 9  | 1  | 3  | 359 | 410 | -51  | 38  |
| 7    | Rugby athlétic club angérien (P) | 18 | 5  | 2 | 11 | 1  | 4  | 288 | 446 | -158 | 29  |
| 8    | SA Hagetmautien                  | 18 | 4  | 2 | 12 | 1  | 7  | 268 | 372 | -104 | 28  |
| 9    | Stade niortais (P)               | 18 | 5  | 2 | 11 | 0  | 2  | 221 | 483 | -262 | 26  |
| 10   | US Marmande                      | 18 | 3  | 1 | 14 | 1  | 5  | 245 | 416 | -171 | 20  |

|  | Qualifiés pour les huitièmes de finale (no 1, no 2, no 3, no 4). |
|  | Relégués en Fédérale 2 (no 9, no 10).                            |
|  | P : Promus 2012 ; R : Relégué 2012                               |

### Poule 4 Côte-Basque landes Béarn Midi-Pyrénées Limousin Périgord Agenais Nivernais
| Club                   | Ville                  | Saison 2011-2012                  | Site officiel |
| ---------------------- | ---------------------- | --------------------------------- | ------------- |
| Stade bagnérais        | Bagnères-de-Bigorre    | Promu - F2                        | Site Officiel |
| Avenir castanéen rugby | Castanet-Tolosan       | Phase finale - Quart de finale    | Site Officiel |
| CA Lannemezan          | Lannemezan             | Phase de Poule                    | Site Officiel |
| Limoges rugby          | Limoges                | Phase finale - Huitième de finale | Site Officiel |
| FC Lourdes             | Lourdes                | Phase de poule                    | Site Officiel |
| US Montauban           | Montauban              | Phase finale - Quart de finale    | Site Officiel |
| USO Nevers             | Nevers                 | Phase finale - Quart de finale    | Site Officiel |
| FC Oloron              | Oloron-Sainte-Marie    | Phase de poule                    | Site Officiel |
| AS Saint-Junien        | Saint-Junien           | Phase de poule                    | Site Officiel |
| Saint Médard RC        | Saint-Médard-en-Jalles | Phase de poule                    | Site Officiel |

| Rang | Club                   | J  | V  | N | D  | Bo | Bd | Pm  | Pe  | Diff | Pts |
| ---- | ---------------------- | -- | -- | - | -- | -- | -- | --- | --- | ---- | --- |
| 1    | US Montauban           | 18 | 15 | 1 | 2  | 11 | 1  | 592 | 256 | +336 | 74  |
| 2    | USO Nevers             | 18 | 13 | 2 | 3  | 7  | 2  | 516 | 282 | +234 | 65  |
| 3    | Avenir castanéen rugby | 18 | 9  | 1 | 8  | 3  | 6  | 423 | 317 | +106 | 47  |
| 4    | FC Oloron              | 18 | 9  | 1 | 8  | 1  | 5  | 376 | 367 | +9   | 44  |
| 5    | Limoges rugby          | 18 | 8  | 0 | 10 | 1  | 7  | 351 | 347 | +4   | 40  |
| 6    | FC Lourdes             | 18 | 8  | 1 | 9  | 0  | 4  | 301 | 386 | -85  | 38  |
| 7    | CA Lannemezan          | 18 | 6  | 1 | 11 | 2  | 6  | 308 | 446 | -138 | 34  |
| 8    | Stade bagnérais (P)    | 18 | 6  | 1 | 11 | 0  | 5  | 299 | 346 | -47  | 31  |
| 9    | Saint Médard RC        | 18 | 6  | 2 | 10 | 0  | 2  | 266 | 444 | -178 | 30  |
| 10   | AS Saint-Junien        | 18 | 5  | 0 | 13 | 0  | 3  | 255 | 496 | -241 | 23  |

|  | Qualifiés pour les huitièmes de finale (no 1, no 2, no 3, no 4). |
|  | Relégués en Fédérale 2 (no 9, no 10).                            |
|  | P : Promus 2012                                                  |

## Phase finale

### Règlement
Le tableau final est organisé de la manière suivante 
 : 

1re Poule 1 - 4e Poule 4

3e Poule 2 - 2e Poule 3

2e Poule 1 - 3e Poule 4

4e Poule 2 - 1re Poule 3

3e Poule 1 - 2e Poule 4

1re Poule 2 - 4e Poule 3

1er Poule 4 - 4e Poule 1

2e Poule 2 - 3e Poule 3

Les huitièmes, quarts et demi-finales se disputent en matchs aller-retour avec match retour chez la meilleure équipe. La finale se déroule sur un match et sur terrain neutre.
Départage des équipes
Pour départager les équipes, les règles suivantes sont utilisées: 

1. Nombre de points « terrain »
2. Nombre de jours de suspension, liées aux sanctions sportives, sur l’ensemble des rencontres de la phase considérée
3. Différence de points
4. Différences des essais
5. Séance de tirs au but

### Tableau
|  | Huitièmes de finale                   | Huitièmes de finale   | Huitièmes de finale |                       |    | Quarts de finale | Quarts de finale | Quarts de finale |  |  | Demi-finales      | Demi-finales      | Demi-finales      |  |  | Finale                              | Finale                              |
|  |                                       |                       |                     |                       |    |                  |                  |                  |  |  |                   |                   |                   |  |  |                                     |                                     |
|  | 21 et 27 avril 2013                   | 21 et 27 avril 2013   | 21 et 27 avril 2013 |                       |    | 4 et 11 mai 2013 | 4 et 11 mai 2013 | 4 et 11 mai 2013 |  |  | 19 et 25 mai 2013 | 19 et 25 mai 2013 | 19 et 25 mai 2013 |  |  | 8 juin 2013, Stade de Gerland, Lyon | 8 juin 2013, Stade de Gerland, Lyon |
|  | 21 et 27 avril 2013                   | 21 et 27 avril 2013   | 21 et 27 avril 2013 |                       |    | 4 et 11 mai 2013 | 4 et 11 mai 2013 | 4 et 11 mai 2013 |  |  | 19 et 25 mai 2013 | 19 et 25 mai 2013 | 19 et 25 mai 2013 |  |  | 8 juin 2013, Stade de Gerland, Lyon | 8 juin 2013, Stade de Gerland, Lyon |
|  | 4e poule 4 FC Oloron                  | 16                    | 0                   |                       |    | 4 et 11 mai 2013 | 4 et 11 mai 2013 | 4 et 11 mai 2013 |  |  | 19 et 25 mai 2013 | 19 et 25 mai 2013 | 19 et 25 mai 2013 |  |  | 8 juin 2013, Stade de Gerland, Lyon | 8 juin 2013, Stade de Gerland, Lyon |
|  | 4e poule 4 FC Oloron                  | 16                    | 0                   |                       |    | 4 et 11 mai 2013 | 4 et 11 mai 2013 | 4 et 11 mai 2013 |  |  | 19 et 25 mai 2013 | 19 et 25 mai 2013 | 19 et 25 mai 2013 |  |  | 8 juin 2013, Stade de Gerland, Lyon | 8 juin 2013, Stade de Gerland, Lyon |
|  | 1re poule 1 Lille MR *                | 35                    | 60                  |                       |    | 4 et 11 mai 2013 | 4 et 11 mai 2013 | 4 et 11 mai 2013 |  |  | 19 et 25 mai 2013 | 19 et 25 mai 2013 | 19 et 25 mai 2013 |  |  | 8 juin 2013, Stade de Gerland, Lyon | 8 juin 2013, Stade de Gerland, Lyon |
|  | 1re poule 1 Lille MR *                | 35                    | 60                  | Lille MR *            | 12 | 22               |                  |                  |  |  | 19 et 25 mai 2013 | 19 et 25 mai 2013 | 19 et 25 mai 2013 |  |  | 8 juin 2013, Stade de Gerland, Lyon | 8 juin 2013, Stade de Gerland, Lyon |
|  | 21 et 28 avril 2013                   |                       |                     | Lille MR *            | 12 | 22               |                  |                  |  |  | 19 et 25 mai 2013 | 19 et 25 mai 2013 | 19 et 25 mai 2013 |  |  | 8 juin 2013, Stade de Gerland, Lyon | 8 juin 2013, Stade de Gerland, Lyon |
|  |                                       | US Romans             | 3                   | 7                     |    |                  |                  |                  |  |  | 19 et 25 mai 2013 | 19 et 25 mai 2013 | 19 et 25 mai 2013 |  |  | 8 juin 2013, Stade de Gerland, Lyon | 8 juin 2013, Stade de Gerland, Lyon |
|  | 3e poule 2 US Romans                  | US Romans             | 3                   | 7                     | 27 | 15               |                  |                  |  |  | 19 et 25 mai 2013 | 19 et 25 mai 2013 | 19 et 25 mai 2013 |  |  | 8 juin 2013, Stade de Gerland, Lyon | 8 juin 2013, Stade de Gerland, Lyon |
|  | 3e poule 2 US Romans                  | 5 et 12 mai 2013      |                     |                       | 27 | 15               |                  |                  |  |  | 19 et 25 mai 2013 | 19 et 25 mai 2013 | 19 et 25 mai 2013 |  |  | 8 juin 2013, Stade de Gerland, Lyon | 8 juin 2013, Stade de Gerland, Lyon |
|  | 2e poule 3 Sporting nazairien rugby * | 25                    | 39                  |                       |    |                  |                  |                  |  |  | 19 et 25 mai 2013 | 19 et 25 mai 2013 | 19 et 25 mai 2013 |  |  | 8 juin 2013, Stade de Gerland, Lyon | 8 juin 2013, Stade de Gerland, Lyon |
|  | 2e poule 3 Sporting nazairien rugby * | 25                    | 39                  | Lille MR *            | 6  | 7                |                  |                  |  |  |                   |                   |                   |  |  | 8 juin 2013, Stade de Gerland, Lyon | 8 juin 2013, Stade de Gerland, Lyon |
|  | 21 et 28 avril 2013                   |                       |                     | Lille MR *            | 6  | 7                |                  |                  |  |  |                   |                   |                   |  |  | 8 juin 2013, Stade de Gerland, Lyon | 8 juin 2013, Stade de Gerland, Lyon |
|  |                                       | US Bressane           | 25                  | 8                     |    |                  |                  |                  |  |  |                   |                   |                   |  |  | 8 juin 2013, Stade de Gerland, Lyon | 8 juin 2013, Stade de Gerland, Lyon |
|  | 3e poule 4 Avenir castanéen rugby     | US Bressane           | 25                  | 8                     | 11 | 6                |                  |                  |  |  |                   |                   |                   |  |  | 8 juin 2013, Stade de Gerland, Lyon | 8 juin 2013, Stade de Gerland, Lyon |
|  | 3e poule 4 Avenir castanéen rugby     | 19 et 25 mai 2013     |                     |                       | 11 | 6                |                  |                  |  |  |                   |                   |                   |  |  | 8 juin 2013, Stade de Gerland, Lyon | 8 juin 2013, Stade de Gerland, Lyon |
|  | 2e poule 1 US Bressane *              | 18                    | 23                  |                       |    |                  |                  |                  |  |  |                   |                   |                   |  |  | 8 juin 2013, Stade de Gerland, Lyon | 8 juin 2013, Stade de Gerland, Lyon |
|  | 2e poule 1 US Bressane *              | 18                    | 23                  | US Bressane           | 32 | 5                |                  |                  |  |  |                   |                   |                   |  |  | 8 juin 2013, Stade de Gerland, Lyon | 8 juin 2013, Stade de Gerland, Lyon |
|  | 21 et 28 avril 2013                   |                       |                     | US Bressane           | 32 | 5                |                  |                  |  |  |                   |                   |                   |  |  | 8 juin 2013, Stade de Gerland, Lyon | 8 juin 2013, Stade de Gerland, Lyon |
|  |                                       | Tyrosse RCS *         | 18                  | 12                    |    |                  |                  |                  |  |  |                   |                   |                   |  |  | 8 juin 2013, Stade de Gerland, Lyon | 8 juin 2013, Stade de Gerland, Lyon |
|  | 4e poule 2 Union sportive seynoise    | Tyrosse RCS *         | 18                  | 12                    | 16 | 11               |                  |                  |  |  |                   |                   |                   |  |  | 8 juin 2013, Stade de Gerland, Lyon | 8 juin 2013, Stade de Gerland, Lyon |
|  | 4e poule 2 Union sportive seynoise    | 5 et 12 mai 2013      |                     |                       | 16 | 11               |                  |                  |  |  |                   |                   |                   |  |  | 8 juin 2013, Stade de Gerland, Lyon | 8 juin 2013, Stade de Gerland, Lyon |
|  | 1er poule 3 Tyrosse RCS *             | 13                    | 39                  |                       |    |                  |                  |                  |  |  |                   |                   |                   |  |  | 8 juin 2013, Stade de Gerland, Lyon | 8 juin 2013, Stade de Gerland, Lyon |
|  | 1er poule 3 Tyrosse RCS *             | 13                    | 39                  | US Bressane           | 15 |                  |                  |                  |  |  |                   |                   |                   |  |  |                                     |                                     |
|  | 21 et 28 avril 2013                   |                       |                     | US Bressane           | 15 |                  |                  |                  |  |  |                   |                   |                   |  |  |                                     |                                     |
|  |                                       | CS Bourgoin-Jallieu   | 13                  |                       |    |                  |                  |                  |  |  |                   |                   |                   |  |  |                                     |                                     |
|  | 3e poule 1 AS Mâcon                   | CS Bourgoin-Jallieu   | 13                  | 14                    | 10 |                  |                  |                  |  |  |                   |                   |                   |  |  |                                     |                                     |
|  | 3e poule 1 AS Mâcon                   |                       |                     | 14                    | 10 |                  |                  |                  |  |  |                   |                   |                   |  |  |                                     |                                     |
|  | 2e poule 4 USO Nevers *               | 27                    | 16                  |                       |    |                  |                  |                  |  |  |                   |                   |                   |  |  |                                     |                                     |
|  | 2e poule 4 USO Nevers *               | 27                    | 16                  | USO Nevers            | 21 | 8                |                  |                  |  |  |                   |                   |                   |  |  |                                     |                                     |
|  | 21 et 28 avril 2013                   |                       |                     | USO Nevers            | 21 | 8                |                  |                  |  |  |                   |                   |                   |  |  |                                     |                                     |
|  |                                       | CS Bourgoin-Jallieu * | 16                  | 23                    |    |                  |                  |                  |  |  |                   |                   |                   |  |  |                                     |                                     |
|  | 4e poule 3 Saint-Jean-de-Luz OR       | CS Bourgoin-Jallieu * | 16                  | 23                    | 22 | 8                |                  |                  |  |  |                   |                   |                   |  |  |                                     |                                     |
|  | 4e poule 3 Saint-Jean-de-Luz OR       | 5 et 11 mai 2013      |                     |                       | 22 | 8                |                  |                  |  |  |                   |                   |                   |  |  |                                     |                                     |
|  | 1er poule 2 CS Bourgoin-Jallieu *     | 22                    | 52                  |                       |    |                  |                  |                  |  |  |                   |                   |                   |  |  |                                     |                                     |
|  | 1er poule 2 CS Bourgoin-Jallieu *     | 22                    | 52                  | CS Bourgoin-Jallieu * | 10 | 22               |                  |                  |  |  |                   |                   |                   |  |  |                                     |                                     |
|  | 21 et 27 avril 2013                   |                       |                     | CS Bourgoin-Jallieu * | 10 | 22               |                  |                  |  |  |                   |                   |                   |  |  |                                     |                                     |
|  |                                       | US Montauban          | 18                  | 9                     |    |                  |                  |                  |  |  |                   |                   |                   |  |  |                                     |                                     |
|  | 4e poule 1 CA Saint-Etienne Rugby     | US Montauban          | 18                  | 9                     | 9  | 3                |                  |                  |  |  |                   |                   |                   |  |  |                                     |                                     |
|  | 4e poule 1 CA Saint-Etienne Rugby     |                       |                     |                       | 9  | 3                |                  |                  |  |  |                   |                   |                   |  |  |                                     |                                     |
|  | 1er poule 4 US Montauban *            | 15                    | 54                  |                       |    |                  |                  |                  |  |  |                   |                   |                   |  |  |                                     |                                     |
|  | 1er poule 4 US Montauban *            | 15                    | 54                  | US Montauban *        | 27 | 22               |                  |                  |  |  |                   |                   |                   |  |  |                                     |                                     |
|  | 21 et 28 avril 2013                   |                       |                     | US Montauban *        | 27 | 22               |                  |                  |  |  |                   |                   |                   |  |  |                                     |                                     |
|  |                                       | CA Périgueux          | 22                  | 10                    |    |                  |                  |                  |  |  |                   |                   |                   |  |  |                                     |                                     |
|  | 3e poule 3 CA Périgueux               | CA Périgueux          | 22                  | 10                    | 25 | 16               |                  |                  |  |  |                   |                   |                   |  |  |                                     |                                     |
|  | 3e poule 3 CA Périgueux               |                       |                     |                       | 25 | 16               |                  |                  |  |  |                   |                   |                   |  |  |                                     |                                     |
|  | 2e poule 2 Avenir valencien *         | 23                    | 18                  |                       |    |                  |                  |                  |  |  |                   |                   |                   |  |  |                                     |                                     |
|  | 2e poule 2 Avenir valencien *         | 23                    | 18                  |                       |    |                  |                  |                  |  |  |                   |                   |                   |  |  |                                     |                                     |

* Équipe recevant au match retour

### Détail des matchs
Entre parenthèses, le nombre de points terrain de chaque match.

#### Huitièmes de finale
| Équipes                                    | Match aller   | Match retour | Départage      | Départage           | Départage             | Départage             | Départage   |
| Équipes                                    | Match aller   | Match retour | Points terrain | Jours de suspension | Différence de points  | Différence des essais | Tirs au but |
| ------------------------------------------ | ------------- | ------------ | -------------- | ------------------- | --------------------- | --------------------- | ----------- |
| FC Oloron - Lille MR                       | 16-35 (0-5)   | 0-60 (0-5)   | 0-10           |                     |                       |                       |             |
| US Romans - Sporting nazairien rugby       | 27-DQ (5- -2) | 15-39 (0-4)  | 5-2            |                     |                       |                       |             |
| Avenir castanéen rugby - US Bressane       | 11-18 (1-4)   | 6-23 (0-4)   | 1-8            |                     |                       |                       |             |
| Union sportive seynoise - Tyrosse RCS      | 16-13 (4-1)   | 11-39 (0-5)  | 4-6            |                     |                       |                       |             |
| AS Mâcon - USO Nevers                      | 14-27 (0-5)   | 10-16 (1-4)  | 1-9            |                     |                       |                       |             |
| Saint-Jean-de-Luz OR - CS Bourgoin-Jallieu | 22-22 (2-2)   | 8-52 (0-5)   | 2-7            |                     |                       |                       |             |
| CA Saint-Etienne Rugby - US Montauban      | 9-15 (1-4)    | 3-54 (0-5)   | 1-9            |                     |                       |                       |             |
| CA Périgueux - Avenir valencien            | 25-23 (4-1)   | 16-18 (1-4)  | 5-5            | 0                   | 0, score cumulé 41-41 | 2-2                   | 5-4         |

#### Quarts de finale
| Équipes                          | Match aller | Match retour | Départage      |
| Équipes                          | Match aller | Match retour | Points terrain |
| -------------------------------- | ----------- | ------------ | -------------- |
| US Romans - Lille MR             | 3-12 (1-4)  | 7-22 (0-4)   | 1-8            |
| US Bressane - Tyrosse RCS        | 32-18 (4-0) | 5-12 (1-4)   | 5-4            |
| USO Nevers - CS Bourgoin-Jallieu | 21-16 (4-1) | 8-23 (0-4)   | 4-5            |
| CA Périgueux - US Montauban      | 22-27 (1-4) | 10-22 (0-4)  | 1-8            |

#### Demi-finales
| Équipes                            | Match aller | Match retour | Départage      | Départage           | Départage              |
| Équipes                            | Match aller | Match retour | Points terrain | Jours de suspension | Différence de points   |
| ---------------------------------- | ----------- | ------------ | -------------- | ------------------- | ---------------------- |
| US Bressane - Lille MR             | 25-6 (4-0)  | 8-7 (4-1)    | 8-1            |                     |                        |
| US Montauban - CS Bourgoin-Jallieu | 18-10 (4-0) | 9-22 (0-4)   | 4-4            | 0                   | +5, score cumulé 27-32 |

#### Finale
| 8 juin 2013 | US Bressane                                          | 15 - 13 (9 - 10) | CS Bourgoin-Jallieu                                                                                     | Stade de Gerland, Lyon 21 858 spectateurs Arbitre : Jérôme Lamirand |
| 8 juin 2013 | Pénalité(s) : Clint Eadie 5 (9e, 11e, 26e, 43e, 69e) |                  | Essai(s) : Jérémy Gondrand (1re) Transformation(s) : Gondrand (1re) Pénalité(s) : Gondrand 2 (21e, 66e) | Stade de Gerland, Lyon 21 858 spectateurs Arbitre : Jérôme Lamirand |
| 8 juin 2013 |                                                      |                  | | Stade de Gerland, Lyon 21 858 spectateurs Arbitre : Jérôme Lamirand |

## Promotions et relégations

### Clubs promus en Pro D2
- US Bressane
- CS Bourgoin-Jallieu

### Clubs promus en Fédérale 1
- SO Chambéry
- SA Mauléon
- US Cognac
- CA Lormont
- ROC La Voulte-Valence
- Stade hendayais
- RC Suresnes
- SC Tulle

### Clubs relégués de Pro D2 en Fédérale 1
- RC Massy
- Pays d'Aix RC

### Clubs relégués en Fédérale 2
- CS Vienne
- RC Strasbourg
- Rugby olympique agathois
- RC Châteaurenard
- US Marmande
- Stade niortais
- Saint Médard RC
- AS Saint-Junien